# Frank Hadler
Frank Hadler (* 18. Mai 1962 in Güstrow) ist ein deutscher Historiker.

## Leben
Er studierte Geschichte an der Masaryk-Universität (1984 PhDr. für eine Arbeit über die nationale Aufspaltung der Historiographie Mährens im 19. Jh.). Nach der Promotion 1989 zum Dr. phil. ist er seit 2017 Abteilungsleiter am GWZO. 2011 wurde er Honorarprofessor für Kulturgeschichte Ostmitteleuropas an der Universität Leipzig. 
Seine Arbeitsschwerpunkte sind Kulturgeschichte Ostmitteleuropas im 19. und 20. Jahrhundert, Geschichte von Transnationalisierungs- und Globalisierungsprozessen, Historiographiegeschichte, Geschichte der internationalen Beziehungen der Zwischenkriegszeit und tschechoslowakische Geschichte.

## Schriften (Auswahl)
- Die Anfänge der tschechoslowakischen Außenpolitik (1914–1919). Berlin 1989, OCLC 722396388, (Berlin, Akademie der Wissenschaften der DDR, Dissertation A, 1989).
- als Herausgeber: Weg von Österreich! Das Weltkriegsexil von Masarýk und Beneš im Spiegel ihrer Briefe und Aufzeichnungen aus den Jahren 1914 bis 1918. Eine Quellensammlung (= Quellen und Studien zur Geschichte Osteuropas. 34). Akademischer-Verlag, Berlin 1995, ISBN 3-05-002620-0.
- als Herausgeber: Geschichte und Kultur Ostmitteleuropas in vergleichender Absicht (= Comparativ. Jahrgang 5, Heft 5). Leipziger Universitätsverlag, Leipzig 1998, ISBN 3-933240-31-X.
- als Herausgeber mit Ulf Engel und Matthias Middell: 1989 in a global perspective (= Global History and International Studies.) 9. Leipziger Universitätsverlag, Leipzig 2015, ISBN 978-3-86583-437-9.